# Браунлаге
Браунлаге (нім. Braunlage) — місто в Німеччині, розташоване в землі Нижня Саксонія. Входить до складу району Гослар.
Площа — 31,55 км2. Населення становить 5658 ос. (станом на 31 грудня 2021).

## Географії

### Адміністративний поділ
Місто  складається з 3 районів:
- Браунлаге
- Гоегайс, включений до складу міста 1 липня 1972
- Занкт-Андреасберг, включений до складу міста 1 листопада 2011

## Галерея

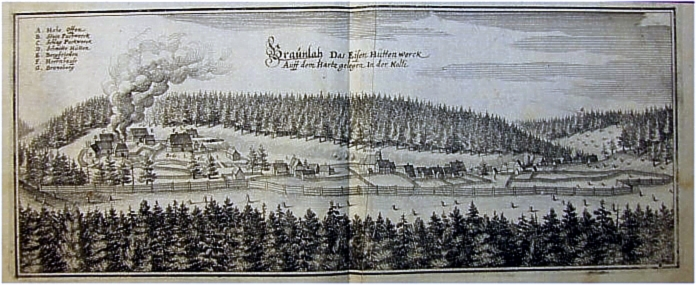
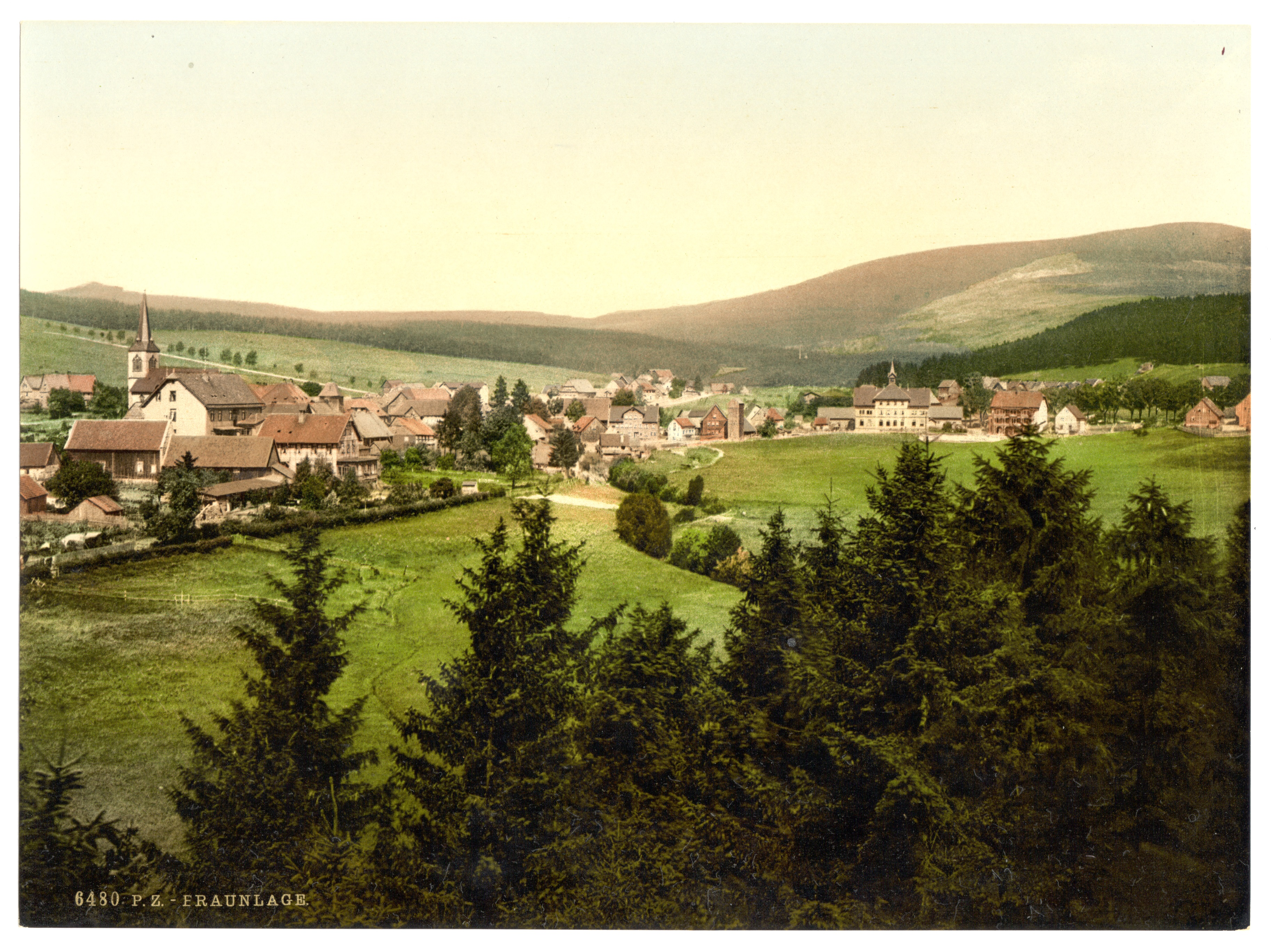
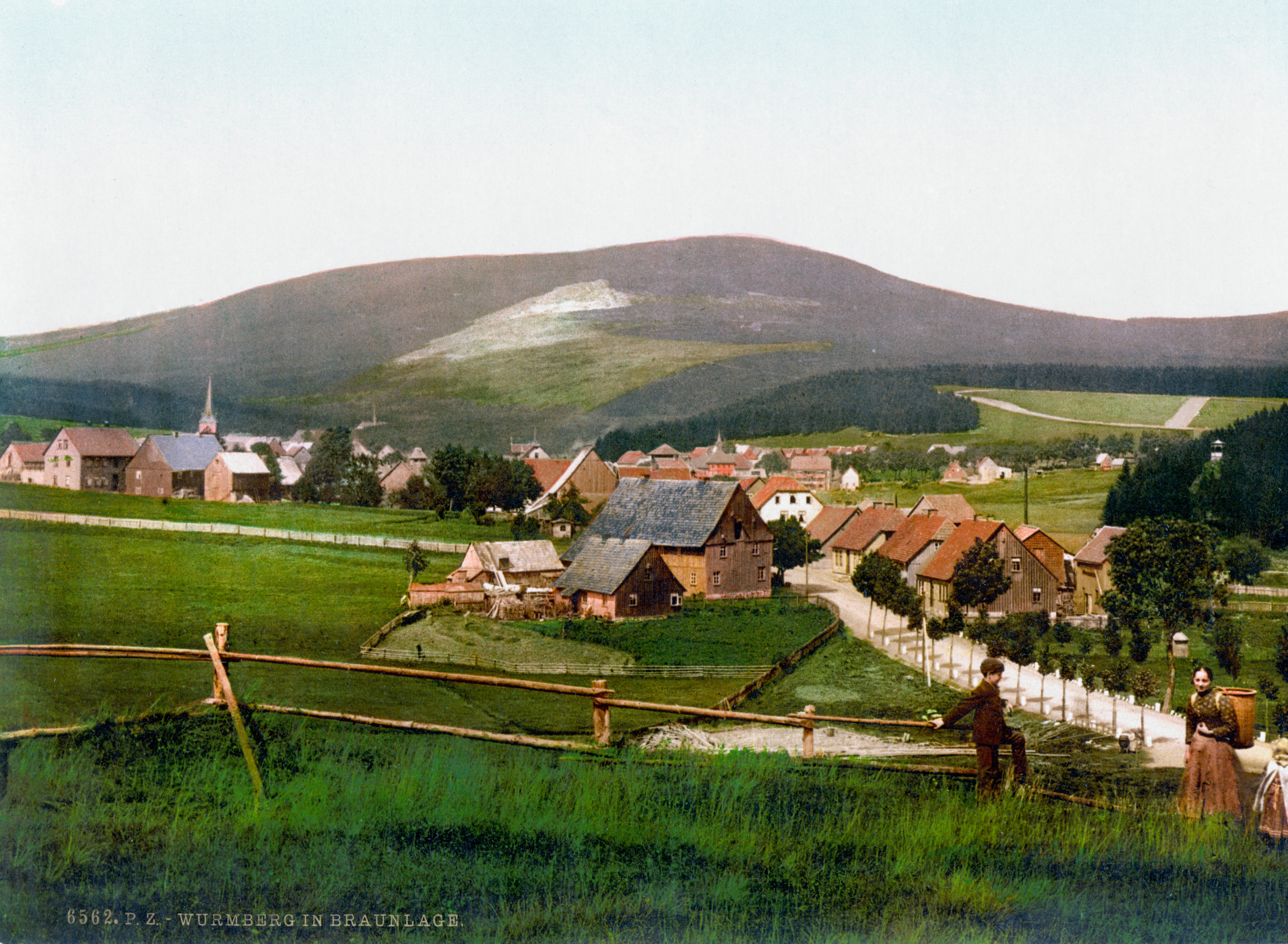
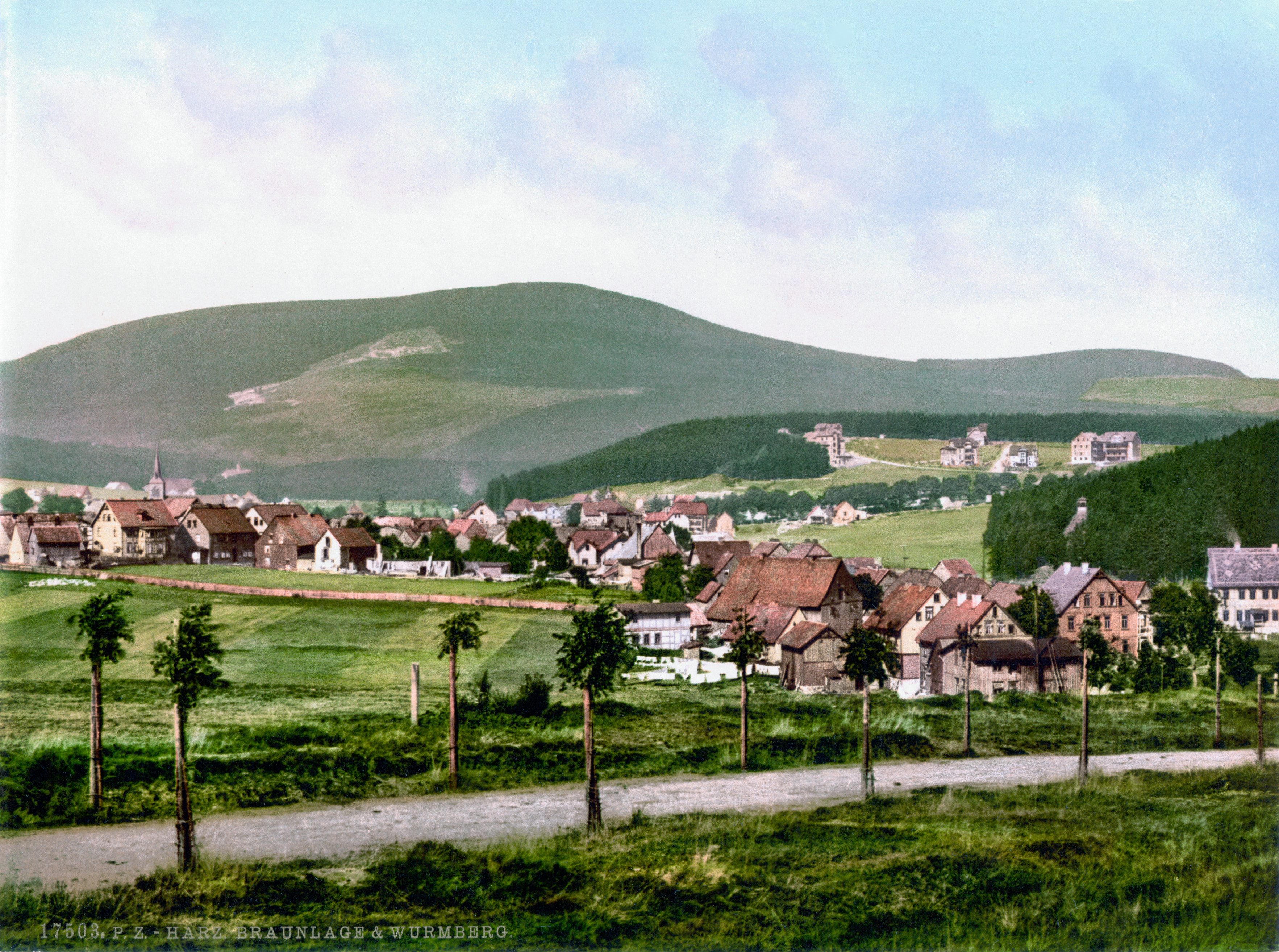
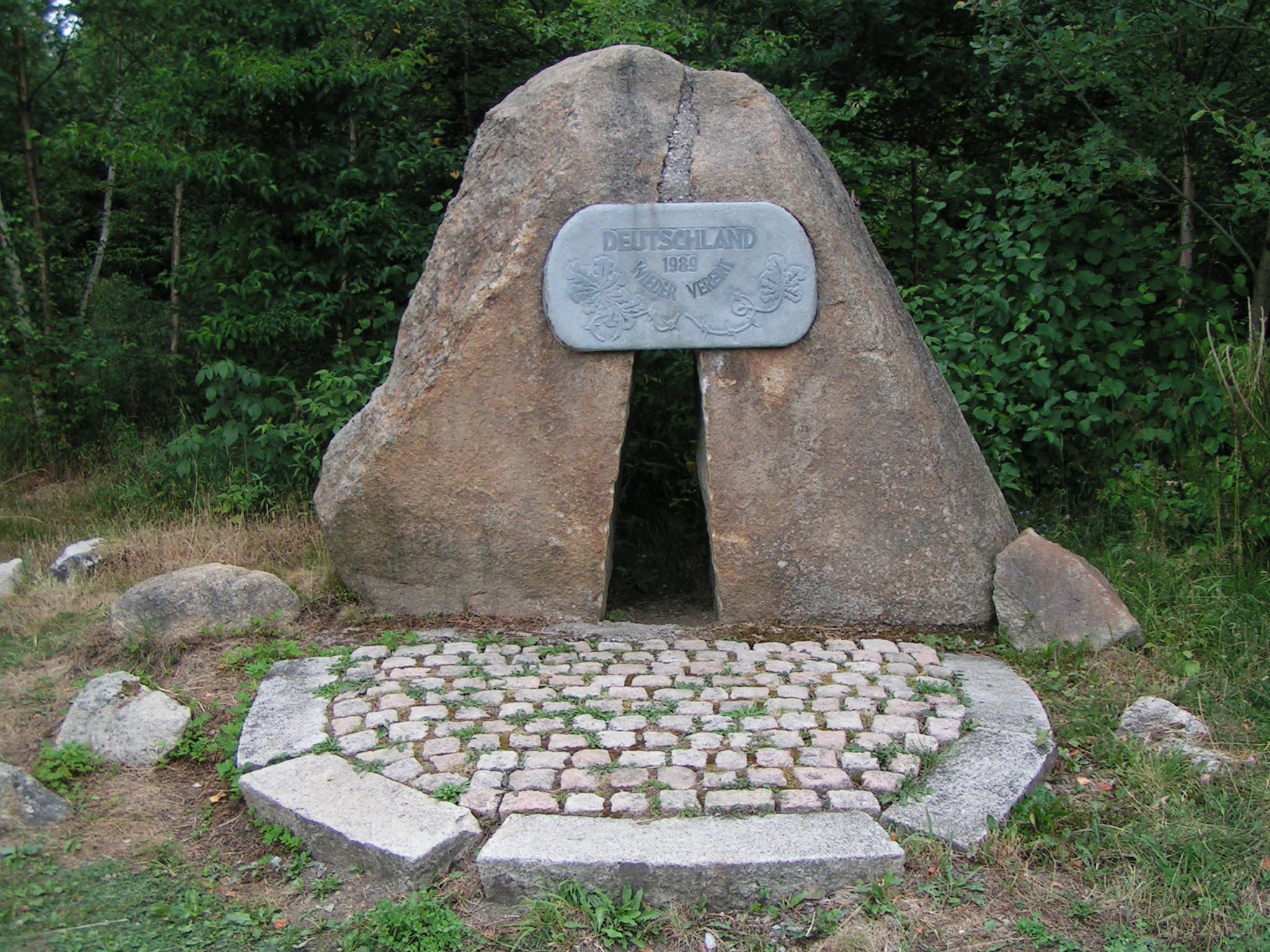
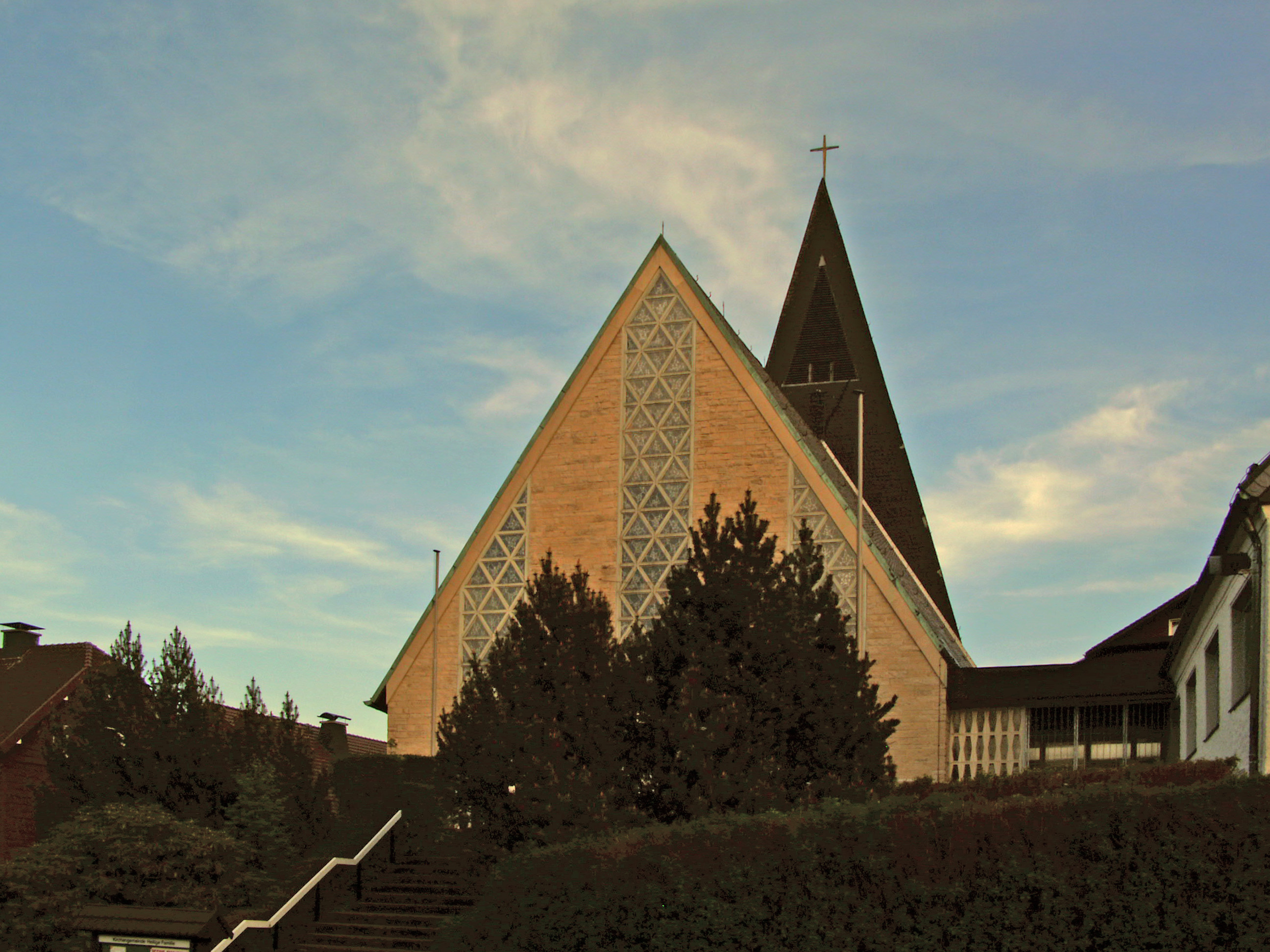